# Mão no Arado
Mão no Arado é o quarto álbum de estúdio do Grupo Logos, lançado em 1985.
Contendo uma das capas mais elaboradas da banda, reuniu, em grande parte, composições de Paulo Cezar, exceto uma, escrita por Jayrinho.
Em 2019, foi eleito o 56º melhor álbum da década de 1980 em lista publicada pelo portal Super Gospel.

## Faixas
1. "Mão no arado"
2. "Consagrai-vos
3. "Plena luz"
4. "Senhor Tu és o meu Viver"
5. "Cristo está Comigo"
6. "Livro Aberto"
7. "Conquista a vitória"
8. "Espinho"
9. "Pra Teu Louvor"
10. "Vem Cantar"